# Clumber spaniel
El clumber spaniel és una raça de gos de caça desenvolupada a la Gran Bretanya.

## Història
No hi ha referències abans de mitjans del segle xix. Una teoria, que senyala que aquesta raça es va originar a França, indica que el duc de Noailles durant l'època de la Revolució Francesa, i a causa d'aquesta, havia de lliurar la seva preuada gossera de spaniels del duc de Newcastle, al parc de Clumber de Nottinghamshire, Anglaterra, per evitar que fossin sacrificats, i a partir d'aquests exemplars s'hauria desenvolupat aquesta raça. Una altra teoria sosté que va ser desenvolupada a la Gran Bretanya a partir de les més antigues races de spaniels de caça, potser creuant-les amb el basset hound o amb el gos de Sant Hubert.
De tota manera, el que és segur és que aquesta raça va adquirir el seu nom del parc Clumber, lloc on el duc de Newcastle va rebre aquests gossos. A més, s'ha assenyalat que el guardabosc del duc, William Mansell, hauria estat qui va desenvolupar aquesta raça.
El príncep Albert, consort de la reina Victòria, va ser un fanàtic i promotor d'aquesta raça, igual que el seu fill, el rei Eduard VII, que els va criar a la localitat de Sandringham, a Norfolk, Anglaterra.

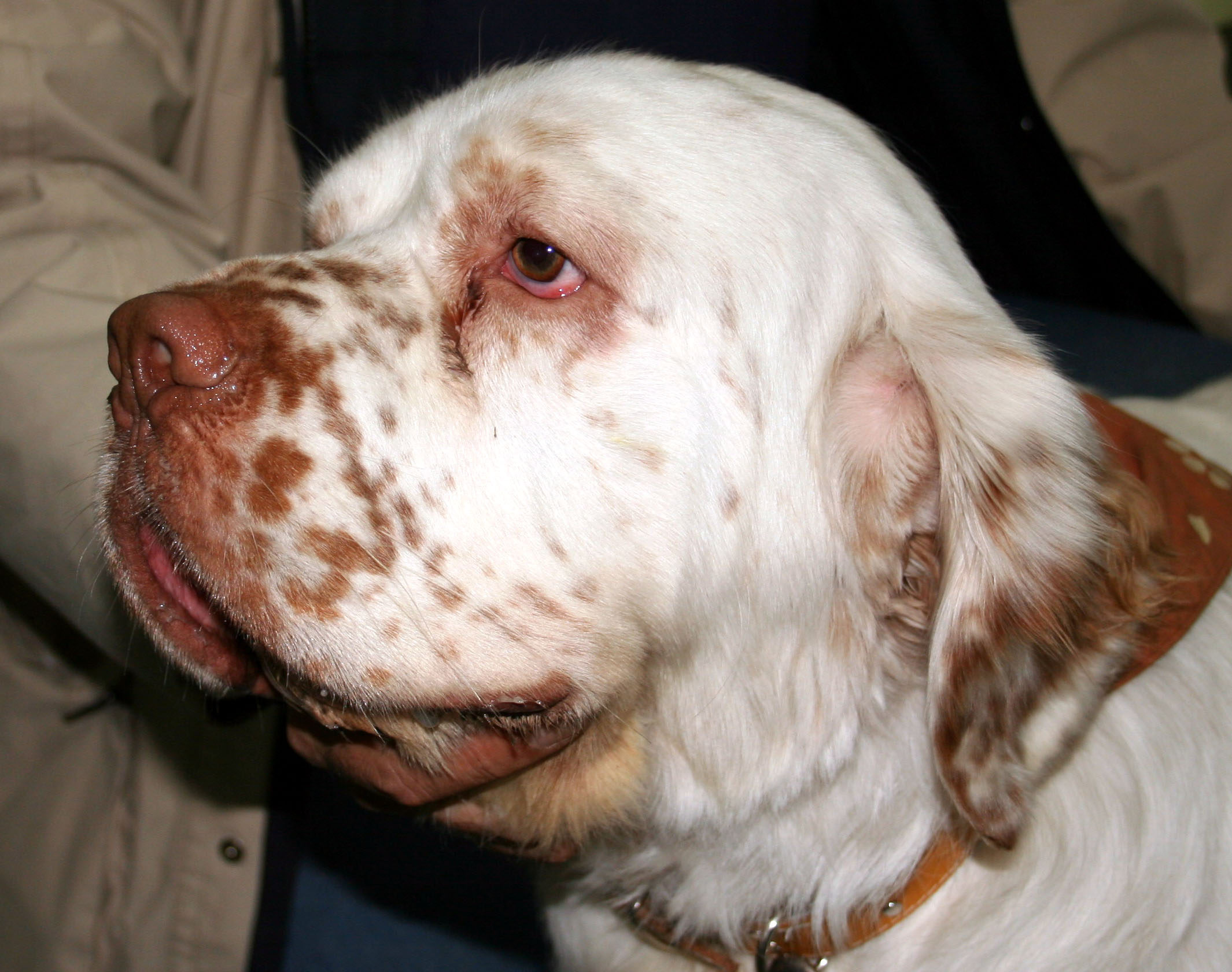
Clumber spaniel.

La raça fou exhibida a Anglaterra a partir del 1859. Aquesta raça no va ser molt coneguda als Estats Units abans dels anys 1960. El 1844, Lieutenant Venables, un oficial del regiment britànic destinat a Halifax, Nova Escòcia, va introduir el clumber spaniel a Nord-amèrica. El primer clumber spaniel inclòs al registre de l'American Kennel Club data del voltant del 1878 i l'exemplar es deia "Bustler", un gos blanc i ataronjat de propietat de Benjamin Smith de Nova Escòcia.

## Temperament
És un eficient gos de caça, Encara que no és tan ràpid com altres gossos. És excel·lent per a la caça en els altiplans, i pot ser un bon gos retriever quan està entrenat.
També pot ser un gos de companyia, ja que posseeix un bon temperament i és molt afectuós amb el seu amo.

## Descripció

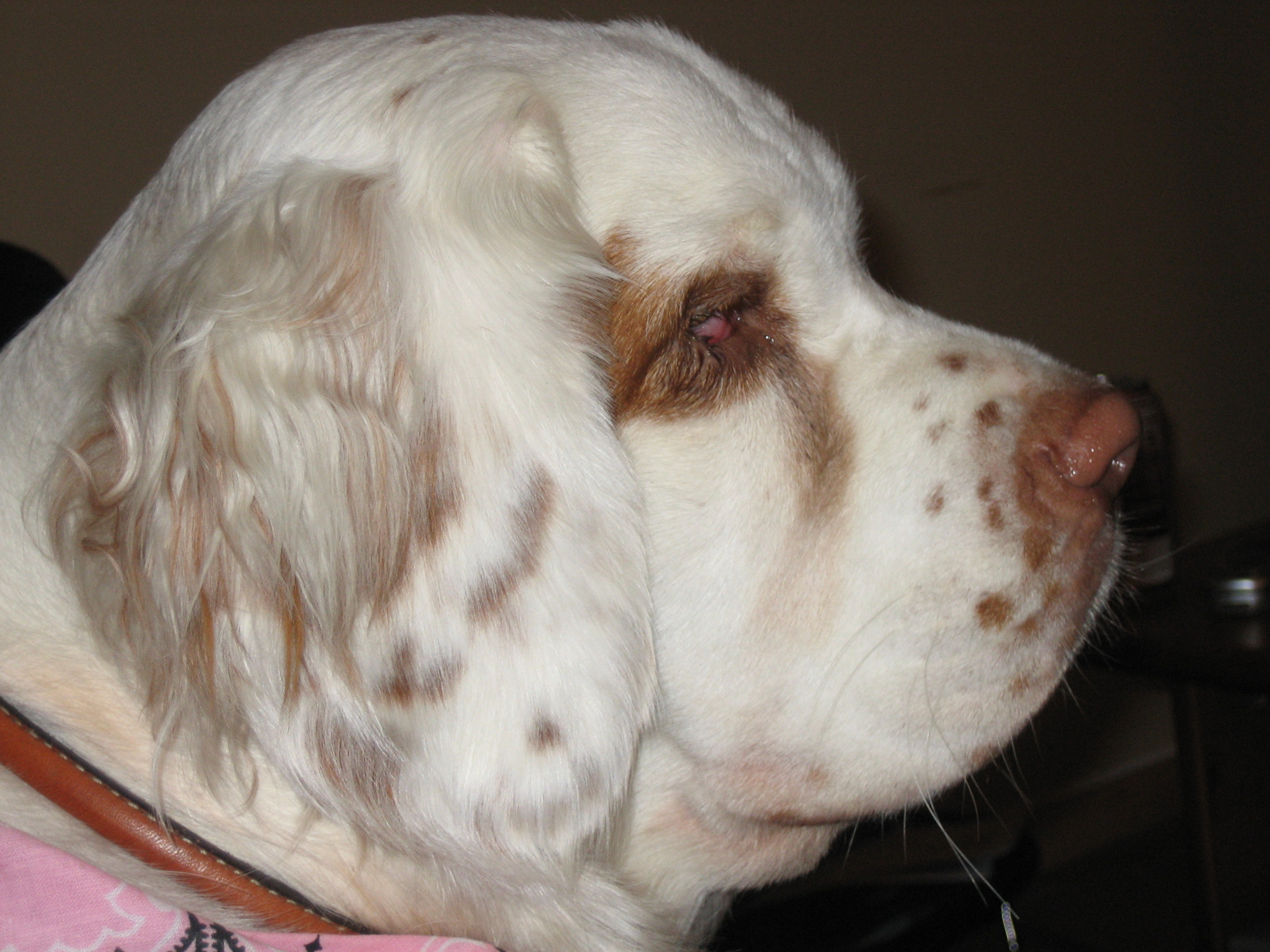
El clumber spaniel té un característic cap.

Té un cos de mida mitjana, allargat i pesat. La seva talla és de 43 a 51 cm i el seu pes està al voltant dels 35-38,5 kg.
Posseeix un cap gran, i orelles grans, caigudes i cobertes de pèl.
El pelatge és blanc, amb taques de color castany, abundant i sedós.
La cua és lleugerament llarga i amb abundant pèl.

## Salut
La displàsia de maluc canina va ser un seriós problema d'aquesta raça. Diligents programes de criança l'han reduït considerablement en els últims anys.
Altres problemes de salut que poden afectar el clumber spaniel són l'entropi i l'ectropi (afeccions relatives a les parpelles i l'hipotiroïdisme.